# Inductrack
Inductrack è una tipologia di treno a levitazione magnetica completamente passivo. Il sistema si basa su anelli di fili non alimentati innestati nel tracciato e su magneti permanenti (in configurazione array Halbach) utilizzati per far levitare il treno. Inductrack venne inventato nei Lawrence Livermore National Laboratory dal fisico Richard F. Post. L'unica energia richiesta è quella utilizzata per muovere il treno. Il movimento del treno incrementa la forza levitante indotta nei fili.
Sono utilizzati magneti permanenti al neodimio ferro boro; a basse velocità la forza di levitazione generata è sufficiente a sollevare 50 volte il peso dei magneti.
Una variante utilizza due Array Halbach per raddoppiare il campo magnetico senza incrementare sostanzialmente il peso ed ottenendo una minor richiesta di energia a velocità ridotte.
Molte proposte di Maglev sono basate su Inductrak
Si cerca di utilizzare questa tecnologia per facilitare il lancio dei razzi spaziali.
Esistono tre modelli: Inductrack I, ottimizzato per il funzionamento ad alta velocità, Inductrack II, più efficiente a velocità inferiori, e Inductrack III, destinato a carichi pesanti a bassa velocità.
Inductrack (o Inductrak) è stato inventato da un team di scienziati del Lawrence Livermore National Laboratory in California, guidati dal fisico Richard F. Post, per essere utilizzato nei treni maglev, basandosi sulla tecnologia utilizzata per far levitare i volani. A velocità costante, l'energia è necessaria solo per spingere il treno in avanti contro l'aria e la resistenza elettromagnetica. Al di sopra di una velocità minima, con l'aumento della velocità del treno, lo spazio di levitazione, la forza di sollevamento e la potenza utilizzata sono sostanzialmente costanti. Il sistema può sollevare 50 volte il peso del magnete.

## Descrizione
Il nome inductrack deriva dalla parola induttanza o induttore, un dispositivo elettrico costituito da spire di filo. Quando una serie di magneti Halbach passa sopra le spire di filo, le variazioni sinusoidali del campo inducono una tensione nelle bobine del binario. A bassa velocità, le spire hanno un'impedenza largamente resistiva e quindi le correnti indotte sono più alte dove il campo cambia più rapidamente, cioè intorno alle parti meno intense del campo, e quindi la portanza prodotta è minima.
Tuttavia, alla velocità, l'impedenza delle bobine aumenta, proporzionalmente alla velocità, e domina l'impedenza composita dei gruppi di bobine. Ciò ritarda la fase del picco di corrente, in modo che la corrente indotta nel binario tenda a coincidere maggiormente con i picchi di campo del gruppo di magneti. Il binario crea così un proprio campo magnetico che si allinea e respinge i magneti permanenti, creando l'effetto di levitazione. Il binario è ben modellato come una serie di circuiti RL in serie.
Quando si utilizzano magneti permanenti al neodimio-ferro-boro, la levitazione si ottiene a basse velocità. Il modello di prova ha levitato a velocità superiori a 35 km/h, ma Richard Post ritiene che, su piste reali, la levitazione potrebbe essere ottenuta a "meno di 1-2 mph (1,6-3,2 km/h)".[citazione necessaria] Al di sotto della velocità di transizione, la resistenza magnetica aumenta con la velocità del veicolo; al di sopra della velocità di transizione, la resistenza magnetica diminuisce con la velocità. Ad esempio, a 500 km/h (310 mph) il rapporto tra portanza e resistenza aerodinamica è di 200:1, molto più alto di qualsiasi aereo ma molto più basso della classica rotaia acciaio su acciaio che raggiunge i 1000:1 (resistenza al rotolamento). Ciò si verifica perché l'impedenza induttiva aumenta proporzionalmente alla velocità, compensando la velocità di variazione del campo vista dalle bobine, in modo da ottenere un flusso di corrente costante e un consumo di energia per la levitazione.
La variante Inductrack II utilizza due schiere di Halbach, una sopra e una sotto il binario, per raddoppiare il campo magnetico senza aumentare sostanzialmente il peso o l'area delle schiere, riducendo al contempo la resistenza aerodinamica alle basse velocità.
Diverse proposte di ferrovie maglev si basano sulla tecnologia Inductrack. Anche la National Aeronautics and Space Administration (NASA) statunitense sta prendendo in considerazione la tecnologia Inductrack per il lancio di aerei spaziali.
General Atomics sta sviluppando la tecnologia Inductrack in collaborazione con diversi partner di ricerca.

## Evoluzione di InducTrack
A seconda dell'applicazione, il rapporto tra portanza e resistenza aerodinamica a bassa velocità o a velocità più elevata è favorito. Le tre varianti dell'Inductrack sono state progettate per scopi diversi. L'Inductrack I è stato progettato per i treni ad alta velocità. Il rapporto portanza/ resistenza aerodinamica diminuisce all'aumentare della velocità. L'Inductrack II ha maggiori capacità di levitazione a velocità relativamente bassa per l'uso nel trasporto individuale (PRT) o urbano e utilizza un binario a sbalzo. L'InducTrack III è progettato per carichi elevati e merci con binari solo parzialmente a sbalzo per sostenere carichi elevati.

## Smorzamento
Non c'è smorzamento attivo e lo smorzamento è fornito solo dalla geometria del binario. I test hanno dimostrato che si verificano oscillazioni a bassa frequenza (1 Hz) ed è stato rilasciato un brevetto statunitense per lo smorzamento meccanico del binario stesso (su Inductrack II) (7478598). Il binario viene tagliato in segmenti e ogni segmento viene smorzato meccanicamente.

## Applicazioni
La Hyperloop Transportation Technologies ha annunciato nel marzo 2016 che avrebbe utilizzato i sistemi Inductrack passivi per il suo Hyperloop.